# Verkehrsfluss
Unter Verkehrsfluss versteht man den Fluss oder Flux, d. h. die Anzahl der Verkehrselemente (z. B. Fahrzeuge), die eine bestimmte Verkehrsfläche oder -linie (als Grenzfall der Fläche) pro Zeitspanne durchquert.
Während in den meisten Fällen mit dem Begriff ausschließlich der Kraftfahrzeug-Verkehrsfluss gemeint ist, gilt er grundsätzlich auch für andere Verkehrsarten (vgl. z. B. die „Grüne Welle für Radfahrende“).
Die Änderung des Verkehrsflusses mit bestimmten Randbedingungen – Verkehrs- bzw. Fahrzeugdichte, Durchschnittsgeschwindigkeit eines oder aller Fahrzeuge, die Geschwindigkeitsverteilung, Sicherheitsabstand, Straßenbreite – ist ein komplexes Forschungsgebiet, da viele Phänomene nur nichtlinear beschreibbar sind. Verkehrssimulationen – im deutschsprachigen Raum zum Beispiel VISSIM – sind insofern ein wichtiges Werkzeug zur Unterstützung der analytischen Modelle. Insbesondere sind die Bedingungen für den Übergang von unbehindertem Fluss zu Stop-and-Go-Verkehr, bzw. Stau interessant. Anwendungen finden Forschungsergebnisse in der sogenannten Telematik.

## Verkehrsflussanalyse
Verkehrsflussanalysen können auf verschiedenen Größenordnungen stattfinden:
mikroskopische Ebenejedes Fahrzeug wird separat betrachtet und für jedes eine Gleichung, zur Beschreibung seiner Geschwindigkeit, üblicherweise eine Differentialgleichung, aufgestellt.
makroskopischin Analogie mit Modellen aus der Strömungslehre ist es oft nützlicher, ein System von partiellen Differentialgleichungen für summarische Phänomene wie Fahrzeugdichte oder Durchschnittsgeschwindigkeit aufzustellen. So stellt beispielsweise die Verkehrsgleichung einen Zusammenhang her zwischen der zeitlichen Änderung des Verkehrsflusses mit der örtlichen Änderung der Verkehrsdichte.
mesoskopisch (kinetisch)ein Mittelweg ist die Definition einer Funktion f(t,x,V) die die Auftrittswahrscheinlichkeit eines Fahrzeugs zur Zeit t am Ort x mit einer Geschwindigkeit V angibt. Diese Funktion kann mit Methoden der statistischen Mechanik wie der Boltzmann-Gleichung berechnet werden.

## Verkehrsfluss in unterschiedlichen Verkehrssystemen

### Straßenverkehr
Im Straßenverkehr bezeichnet der Begriff die Ausnutzung der Verkehrswege durch den „fahrenden“ Verkehr. Das bedeutet, der Verkehrsfluss nimmt durch höhere Geschwindigkeit erst einmal zu, kann aber etwa durch die dabei überproportional zunehmenden Abstände oder durch größere Geschwindigkeitsunterschiede und damit verbundene gegenseitige Behinderungen auch wieder abnehmen.
Grundbegriffe des Verkehrsflusses im Straßenverkehr:
- Der Verkehrsfluss kann allgemein als Fahrzeugstrom beschrieben werden. Dabei handelt es sich um in gleicher Richtung verkehrende Fahrzeuge auf einer Fahrbahn.
- Befinden sich zwei oder mehr Fahrzeuge auf einem Fahrstreifen hintereinander, bilden sie eine Fahrzeugreihe. Eine gegenseitige Beeinflussung der einzelnen Fahrzeuge in einer Fahrzeugreihe findet nicht statt.
- Beeinflusst ein vorausfahrendes Fahrzeug einer Fahrzeugreihe die nachfolgenden Fahrzeuge in ihrem Geschwindigkeitsverhalten, entsteht zusammen eine Fahrzeugkolonne (auch Fahrzeugschlange genannt).

Einflussgrößen für die Optimierung des Verkehrsflusses:
- Verhalten des einzelnen Fahrers, etwa durch das Beschleunigen bei einem Ampelstart und kooperative Fahrweise.
- Beeinflussung des laufenden Verkehrs durch Verkehrsleitanlagen beispielsweise durch Regelung der zulässigen Höchstgeschwindigkeit oder freigegebener Fahrspuren via elektronisch gesteuerter Anzeigetafeln. In Städten wiederum besteht die Herausforderung der Verkehrsleitung in der richtigen Einrichtung der Taktzeiten der Ampelanlagen.
- Systematische Phänomene – wenn etwa bei einer bestimmten Verkehrsdichte ein Stau aus dem Nichts entsteht, wie er im Nagel-Schreckenberg-Modell beschrieben wird.
- Verkehrsplanung, welche die Verkehrsinfrastruktur entsprechend dem Bedarf aufzubauen und zu unterhalten hat, wobei auch Aspekte des Umweltschutzes berücksichtigt werden.

Vorgeschlagene Maßnahmen für die Optimierung des Verkehrsflusses:
- Geschwindigkeitssignal und Grüne Welle
- Reduzierung der im Konflikt stehenden Verkehrsrichtungen in einem Verkehrsknoten.
- mehrspuriger Ausbau
- Einschränkung des Haltens oder Parkens am Straßenrand
- Verkehrsverlagerung auf den ÖPNV

Ob und inwieweit die oben genannten Maßnahmen tatsächlich wirksam den Verkehrsfluss verbessern ist umstritten. Zu nennen sind hier zum einen das Braess-Paradoxon, zum anderen induzierte Nachfrage. Diesbezüglich besteht insbesondere ein starker Unterschied zwischen dem Stand entsprechender Fachpublikationen, die spätestens seit den 1960er Jahren den Effekt induzierten Verkehrs behandeln und Teilen der Öffentlichkeit, welche zum Teil bis heute diesen Effekt leugnen. Das Downs-Thomson-Paradoxon wiederum besagt, dass der Gleichgewichtszustand der Reisegeschwindigkeit im MIV in erster Näherung von jener im ÖPNV bzw. Radverkehr abhängt. Die Erklärung ist Folgende: Je schneller die Alternativen sind, desto mehr Autofahrer wählen selbige, bis der Stau auf ein Maß verringert wird, bei dem die Reisezeit im MIV vergleichbar zu jener der Alternativen ist. Umgedreht führen Verlangsamungen des ÖPNVs oder Radverkehrs gemäß dieser Theorie mittel- bis langfristig auch zu schlechteren Verkehrsfluss im MIV, da ehemalige Radfahrer oder ÖPNV-Nutzer auf das Auto umsteigen bis der Stau einen neuen (höheren) Gleichgewichtswert erreicht.

### Schienenverkehr
Im Schienenverkehr bezeichnet der Begriff die Ausnutzung der Verkehrswege durch den „fahrenden“ Verkehr. Das bedeutet, der Verkehrsfluss nimmt durch höhere Geschwindigkeit erst einmal zu, kann aber etwa durch die dabei überproportional zunehmenden Abstände oder durch größere Geschwindigkeitsunterschiede und damit verbundene gegenseitige Behinderungen wieder abnehmen.
Einflussgrößen für die Optimierung des Verkehrsflusses:
- Moderne Linienzugbeeinflussung und Hochgeschwindigkeitszugeinheiten verbunden mit besserer Trassierung auf Schnellfahrstrecken unter Auslassung von Kopfbahnhöfen.
- Ausweitung der Zeitfenster in den Verkehrsknotenpunkten in den Ballungsgebieten
- geschicktes Zeitmanagement, in verkehrsarmen Zeiten Sanierungs- und Ausbesserungsarbeiten durchführen und in den Spitzenzeiten die Gleisbauarbeiten aussetzen
- Einsetzen von zusätzlichen Waggons und Sonderzügen zu besonderen Anlässen
- Lenkung des Bedarfs durch Yield Management oder Ausschlusszeiten bei Abos und Zeitkarten

### Schiffsverkehr
Im Schiffsverkehr bezeichnet der Begriff die Ausnutzung der Verkehrswege durch den fahrenden Verkehr. Das bedeutet, der Verkehrsfluss nimmt durch höhere Geschwindigkeit erst einmal zu, kann aber etwa durch die dabei überproportional zunehmenden Abstände oder durch größere Geschwindigkeitsunterschiede und damit verbundene gegenseitige Behinderungen auch wieder abnehmen.
Einflussgrößen für die Optimierung des Verkehrsflusses:
- Blockabfertigung an beweglichen Brücken und Schleusen (Binnenverkehr)
- Ausbau der natürlichen Wasserstraßen, um konstante Tiefe zu erreichen (Binnenverkehr)
- GPS und Nautik zur Sicherung eines höheren Fahrzeugdurchsatzes (Binnenverkehr)
- Verbreiterung der Hafeneinfahrten und Verbesserung der Fahrwasser (Seeverkehr)

### Luftverkehr
Im Luftverkehr gibt es den Begriff des Verkehrsflusses ebenfalls, obwohl ein Flugzeug während des Fluges zugewiesene Luftkorridore und andere Flughöhen benutzt. Dies bezieht sich somit nur auf den Bodenverkehr, beim Rollvorgang, bei Start und Landung, wobei genaue Zeitfenster eingehalten werden müssen.